# Rollins Plays for Bird
| Recensione | Giudizio |
| ---------- | -------- |
| AllMusic   |          |

Rollins Plays for Bird è un album in studio a nome Sonny Rollins Quintet, pubblicato nell'agosto del 1957 .

## Tracce
LP (1957, Prestige Records, PRLP 7095)
Lato A
1. The Bird Medley – 26:38

Lato B
1. Kids Know – 11:33 (musica: Sonny Rollins)
2. I've Grown Accustomed to Your Face – 4:50 (testo: Alan Jay Lerner – musica: Frederick Loewe)

CD (2008, ristampa su CD pubblicato dalla Prestige Records, serie RVG Remasters (0888072306479))
1. The Bird Medley – 26:54
2. Kids Know – 11:39 (musica: Sonny Rollins)
3. I've Grown Accustomed to Your Face – 4:54 (testo: Alan Jay Lerner – musica: Frederick Loewe)
4. The House I Live In – 9:22 (testo: Lewis Allan – musica: Earl Robinson) – Traccia bonus

## Formazione
- Sonny Rollins – sassofono tenore
- Kenny Dorham – tromba
- Wade Legge – pianoforte
- George Morrow – contrabbasso
- Max Roach – batteria

### Produzione
- Bob Weinstock – produzione
- Registrazioni effettuate al Van Gelder Studio di Hackensack, New Jersey (Stati Uniti) il 5 ottobre 1956
- Rudy Van Gelder – ingegnere delle registrazioni
- Ira Gitler – note retrocopertina album originale [4]